# Plegafulles becganxut
El plegafulles becganxut (Ancistrops strigilatus) és una espècie d'ocell de la família dels furnàrids (Furnariidae) i única espècie del gènere Ancistrops. Habita els boscos del sud-est de Colòmbia, est de l'Equador, est del Perú, nord de Bolívia i oest amazònic del Brasil.